# Coventry, Connecticut
Coventry är en kommun (town) i Tolland County i delstaten Connecticut, USA med cirka 11 504 invånare (2000).